# Symultana

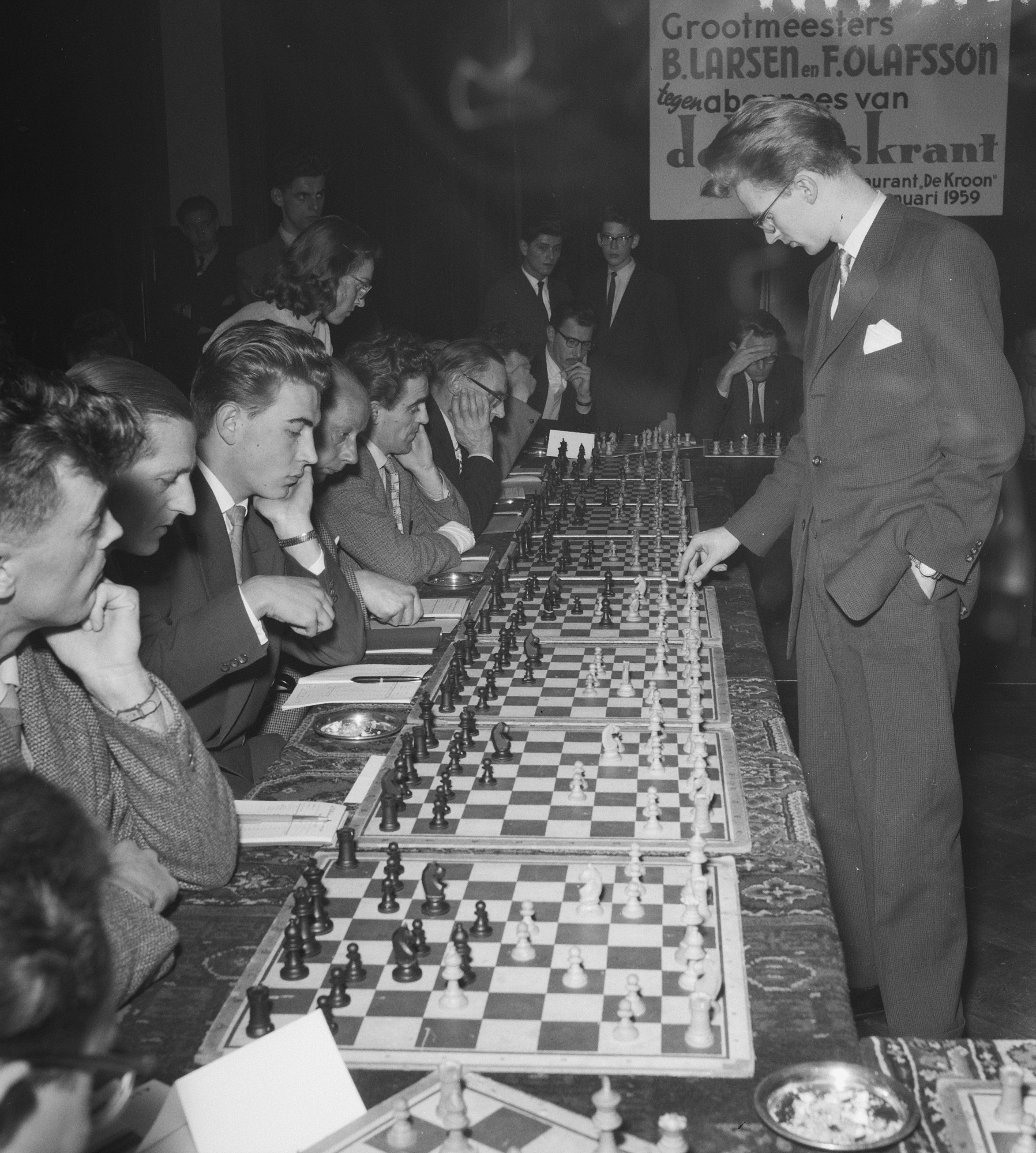
Symultana

Symultana (symultanka, seans gry jednoczesnej, od łac. simultaneus 'jednoczesny') – mecz szachowy, w którym szachista gra jednocześnie z wieloma przeciwnikami, z których każdy rozgrywa partię na swojej szachownicy. Jest to bardzo popularna forma propagowania szachów, która umożliwia rozegranie partii przez amatorów lub słabszych zawodników z mistrzem szachowym. Symultana jest najczęściej rozgrywana tak, że symultanista gra wszystkie partie białym kolorem.
Niektórzy arcymistrzowie potrafią po spotkaniu odtworzyć każdą zagraną partię, nawet z setki szachownic. W spotkaniach tego typu zdarza się nierzadko, iż znacznie słabszy przeciwnik wygrywa partię ze względu na 30, 50 czy 100-krotnie dłuższy czas do namysłu, niż jego przeciwnik.

## Rekordy symultaniczne
24 grudnia 2010 w Indiach ustanowiono rekord świata pod względem liczby partii symultanicznych, w których 1024 mistrzów rywalizowało z 20 480 przeciwnikami, wśród których znajdowało się 480 VIP-ów (m.in. ministrów oraz aktorów filmowych i telewizyjnych), 12 000 uczniów, 3000 studentów i 5000 graczy klubowych.
| Data                    | Miasto     | Rekordzista         | Przeciwników | Wynik        | Procent | Czas trwania     |
| ----------------------- | ---------- | ------------------- | ------------ | ------------ | ------- | ---------------- |
| luty 1996               | Sztokholm  | Ulf Andersson       | 310          | +268 =40 –2  | 93%     | 15 godz. 30 min. |
| 21 lutego 2004          | Crowthorne | Andrew Martin       | 321          | +294 =26 –1  | 96%     | 16 godz. 48 min. |
| 1 sierpnia 2005         | Palm Beach | Zsuzsa Polgár       | 326          | +309 =14 –3  | 97%     | 16 godz. 30 min. |
| 21 lutego 2009          | Sofia      | Kirił Georgiew      | 360          | +284 =70 –6  | 89%     | 14 godz. 14 min. |
| 13/14 sierpnia 2009     | Teheran    | Morteza Mahjoob     | 500          | +397 =90 –13 | 88%     | 18 godz. 12 min. |
| 21/22 października 2010 | Tel Awiw   | Alik Gerszon        | 523          | +454 =58 –11 | 86%     | 18 godz. 30 min. |
| 8/9 lutego 2011         | Teheran    | Ehsan Ghaem Maghami | 604          | +580 =16 –8  | 97%     | 25 godz. 5 min.  |

## Kontrowersje wokół rekordów symultanicznych
Zdaniem gazety Jediot Achronot „niektórzy przeciwnicy Gershona nie znali reguł gry, a ci młodsi nie mieli pojęcia, jak poruszają się figury po szachownicy”. Po symultanie Gershona zapowiedziano zmianę dotychczasowych kryteriów ustanawiania rekordów szachowych, które mogą być wpisane do księgi rekordów Guinnessa.

## Zdjęcia szachistów podczas rozgrywania symultany

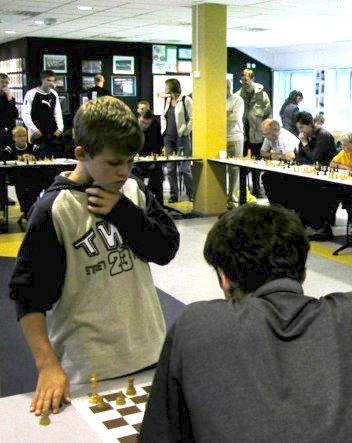
Magnus Carlsen
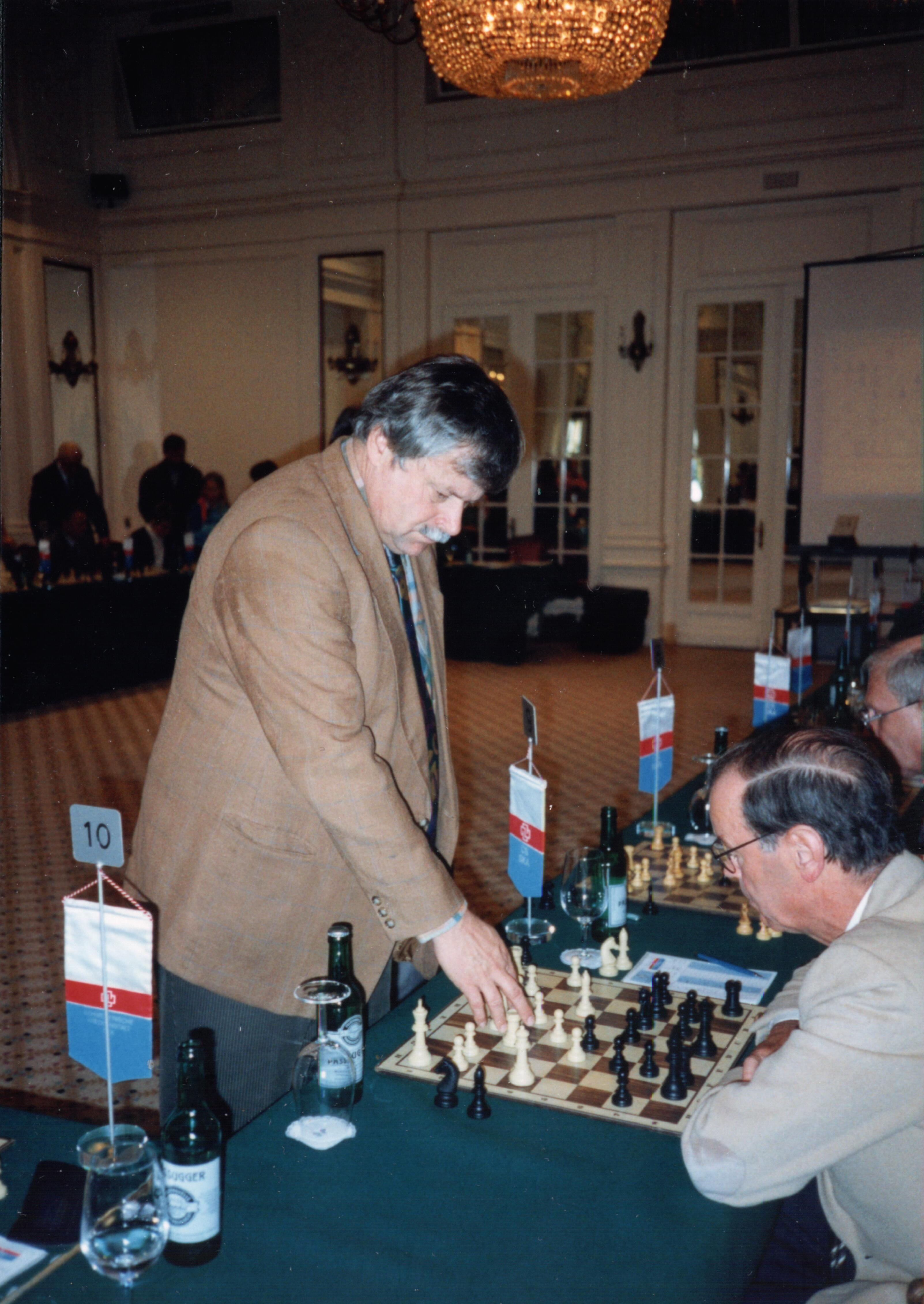
Vlastimil Hort
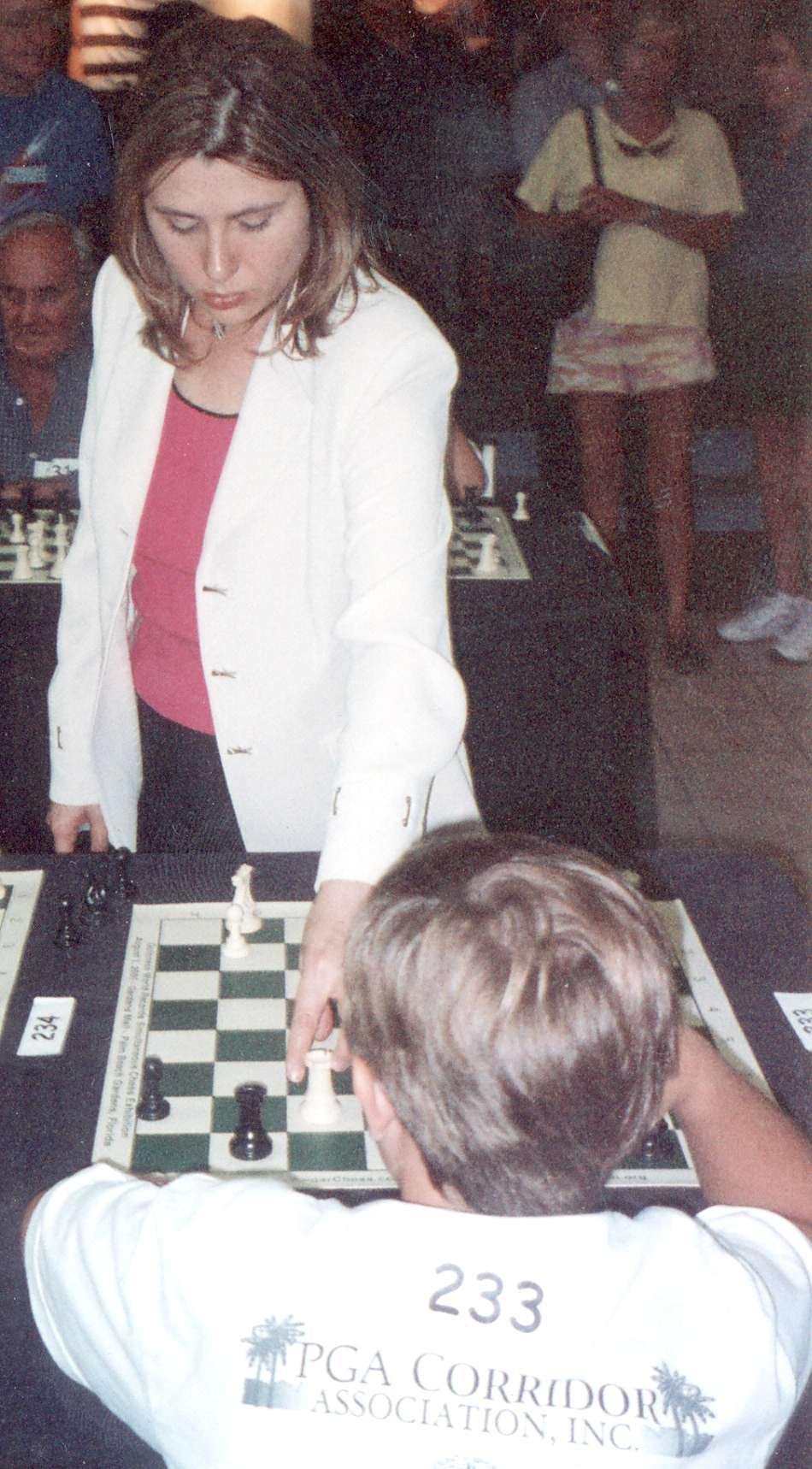
Zsuzsa Polgár
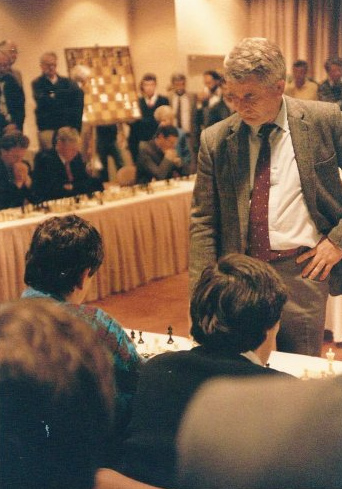
Boris Spasski
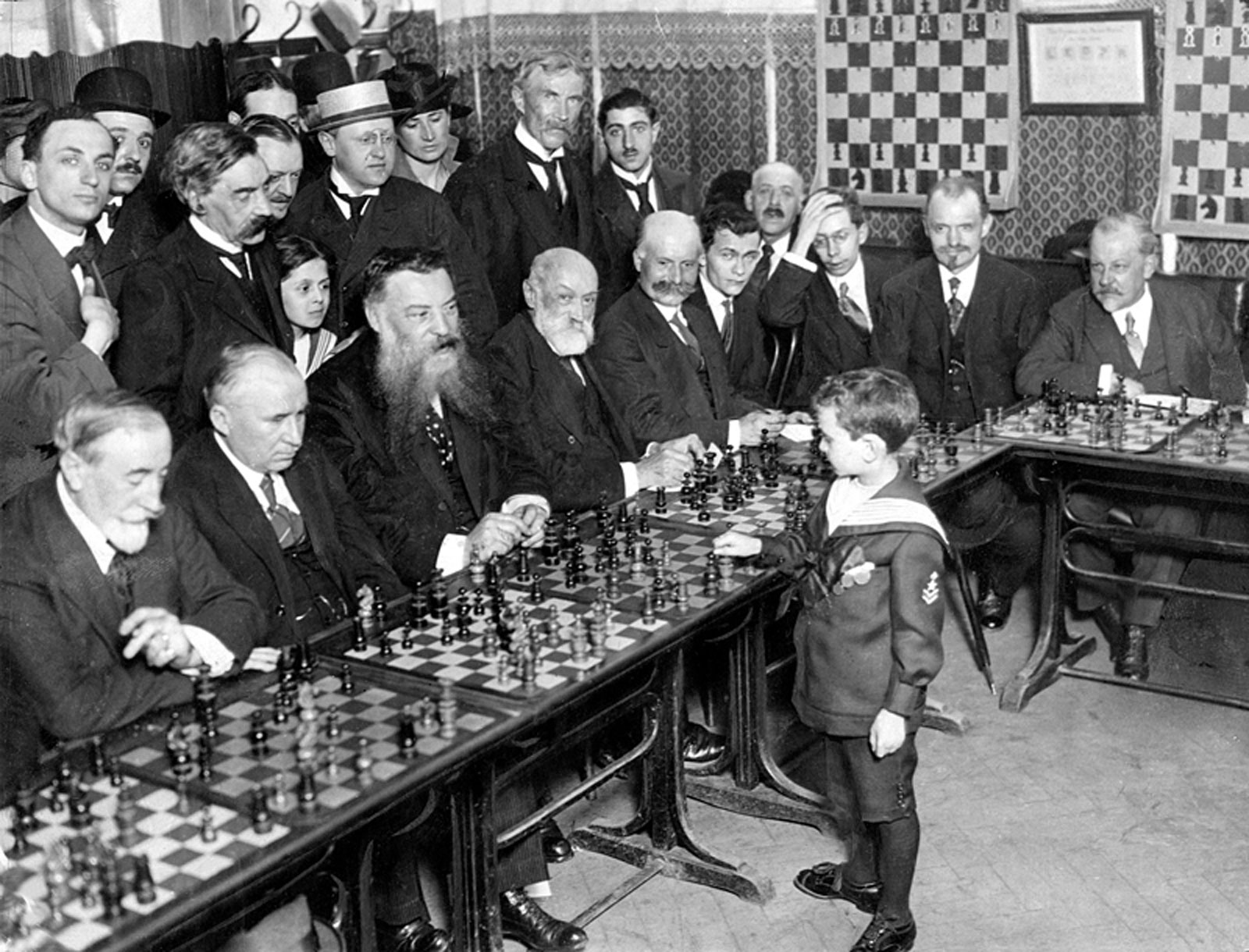
Samuel Reshevsky
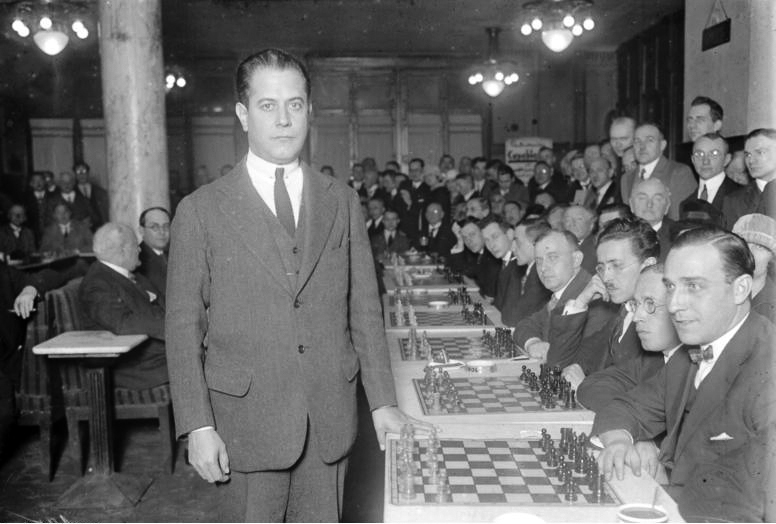
José Raúl Capablanca
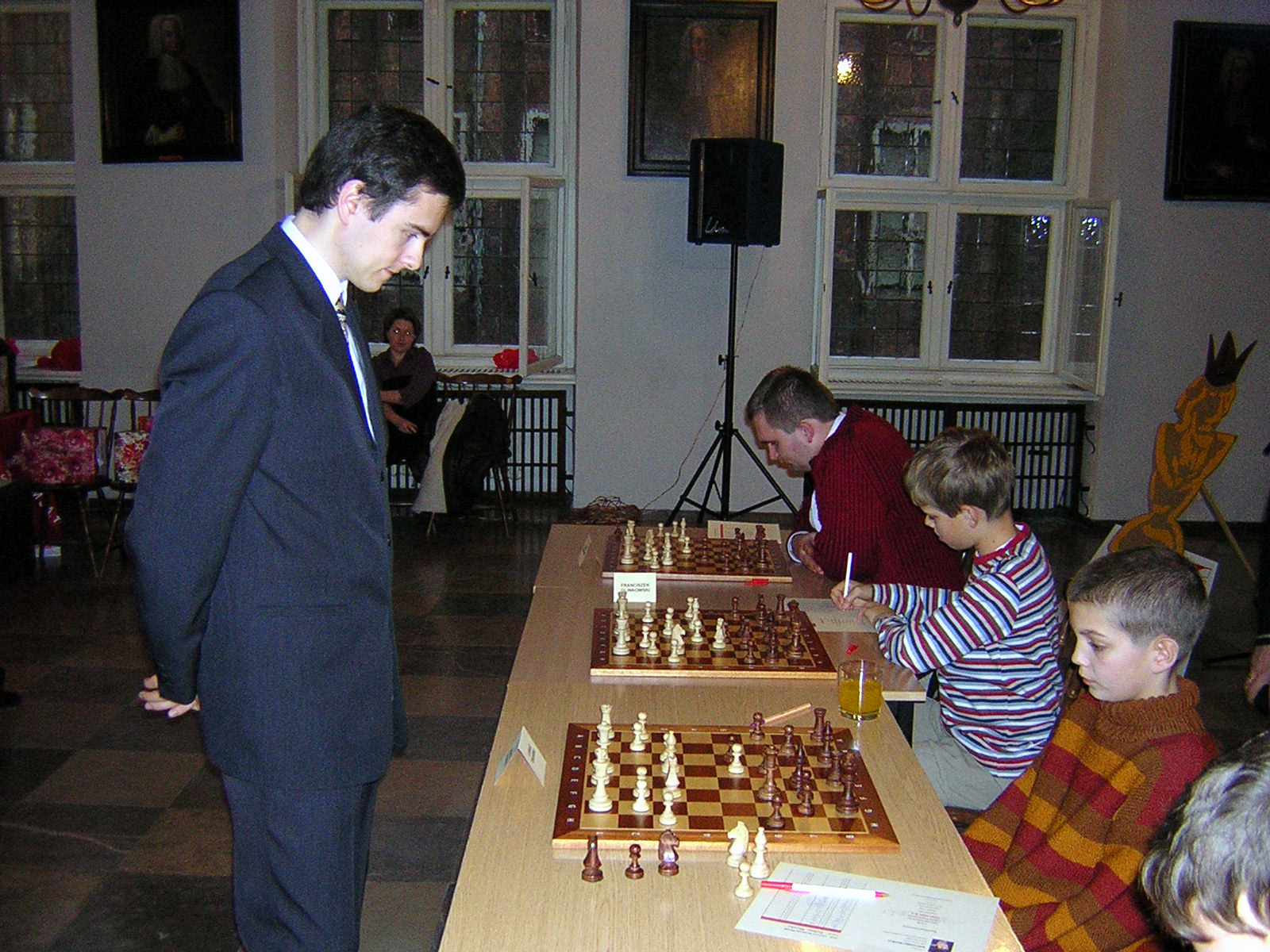
Bartłomiej Macieja
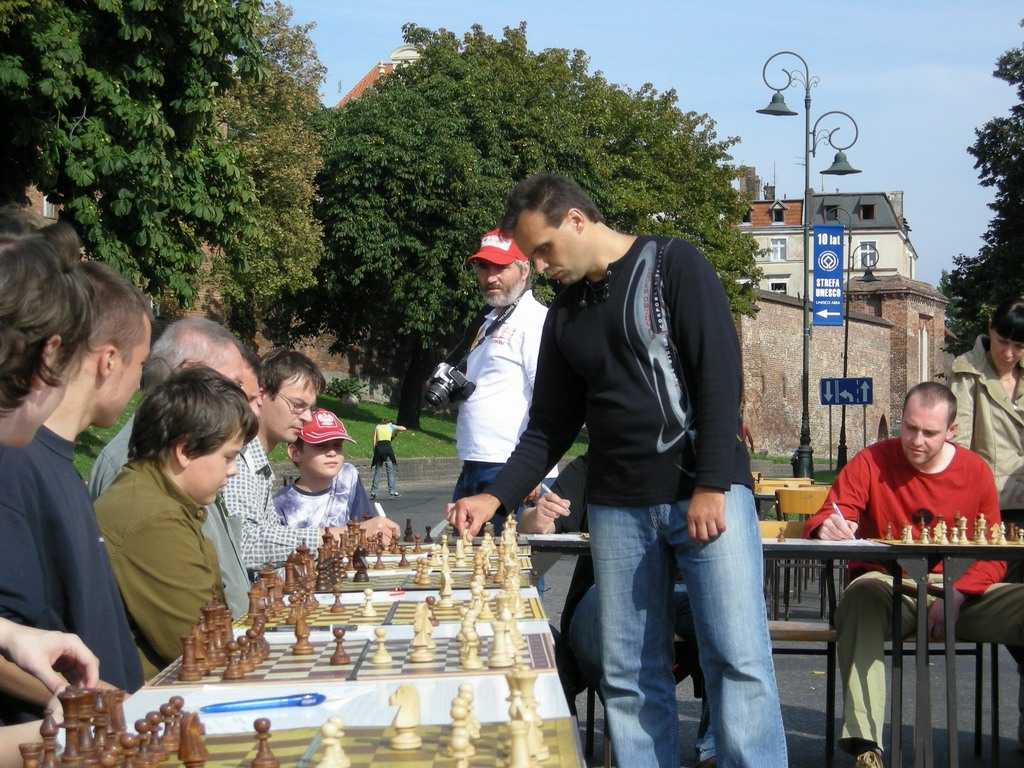
Andrij Maksymenko
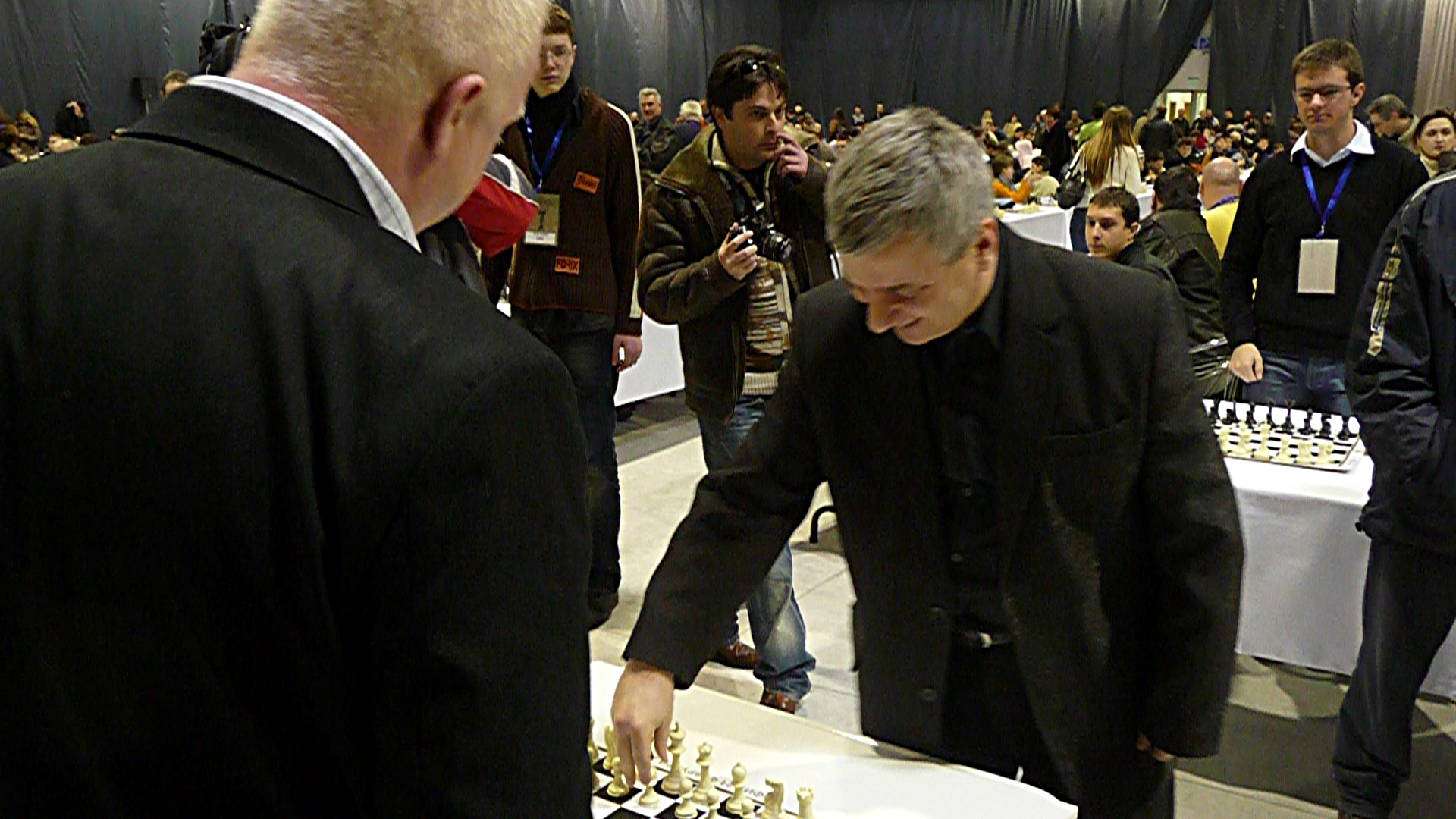
Kirił Georgiew
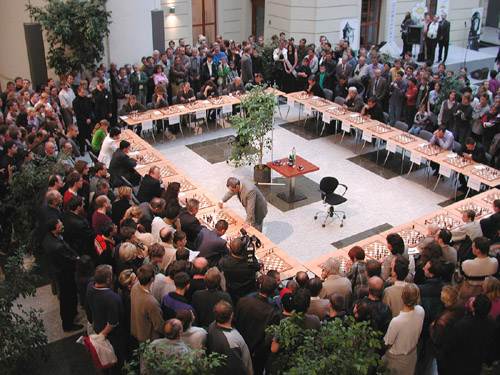
Garri Kasparow
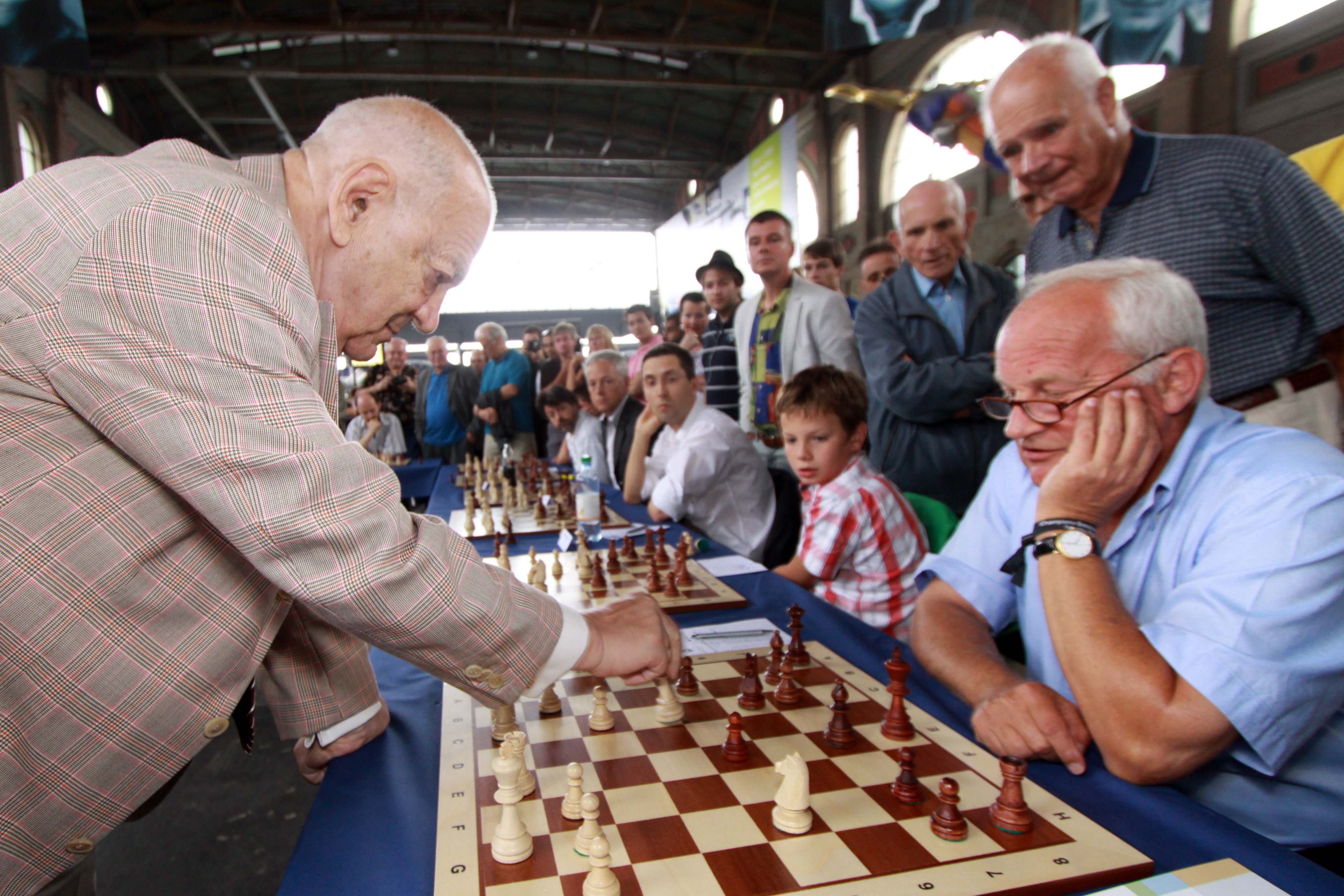
Wiktor Korcznoj
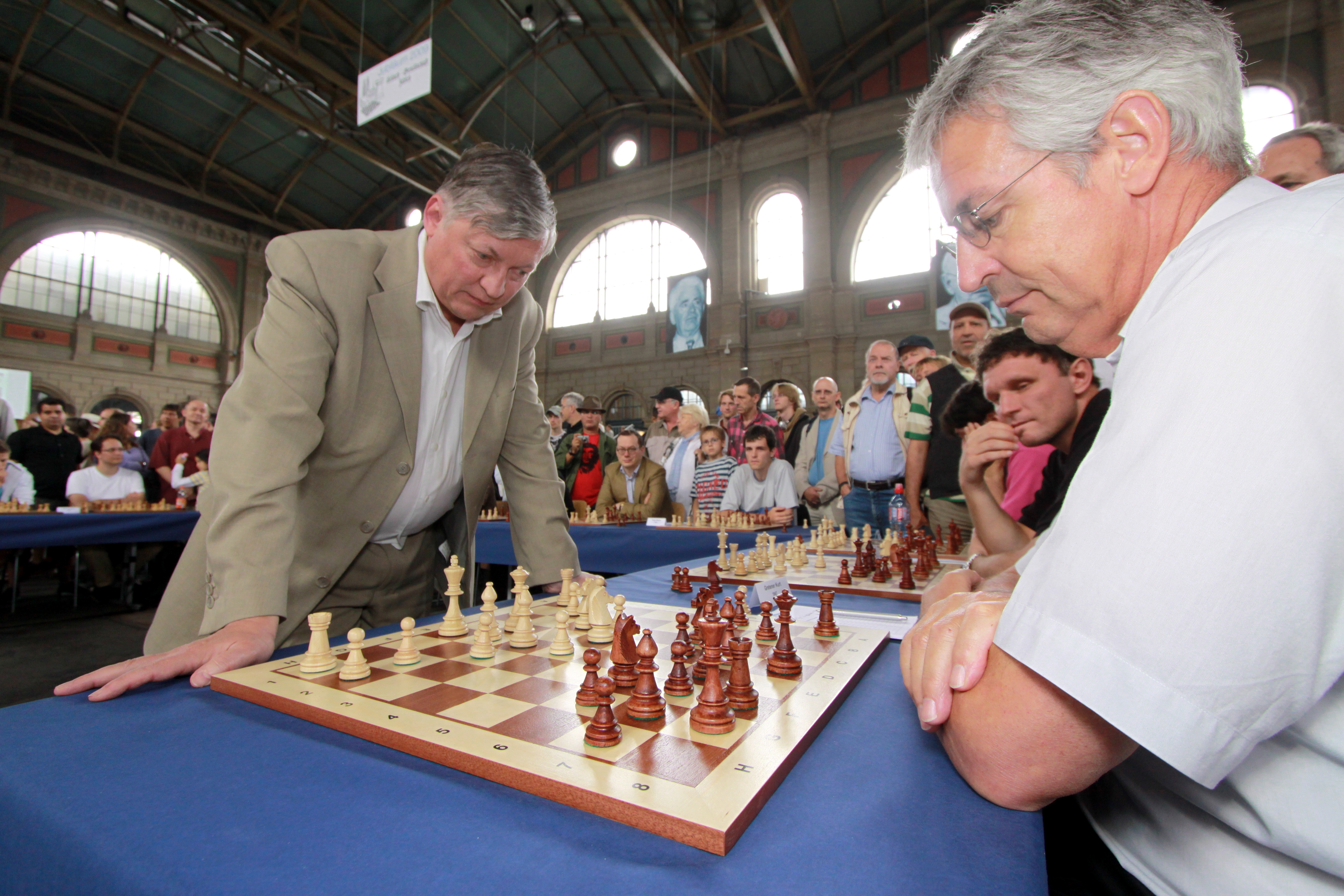
Anatolij Karpow
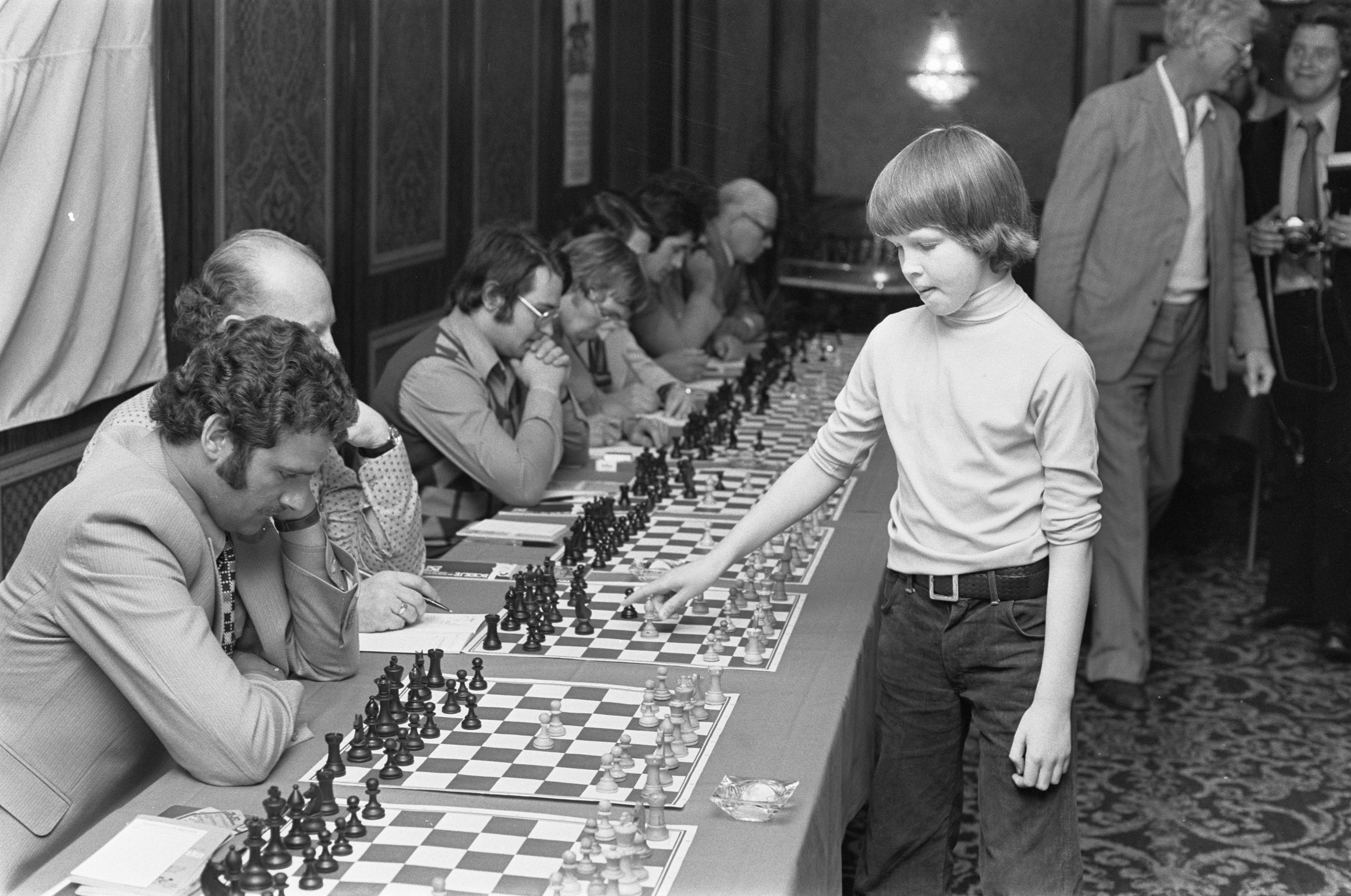
Nigel Short
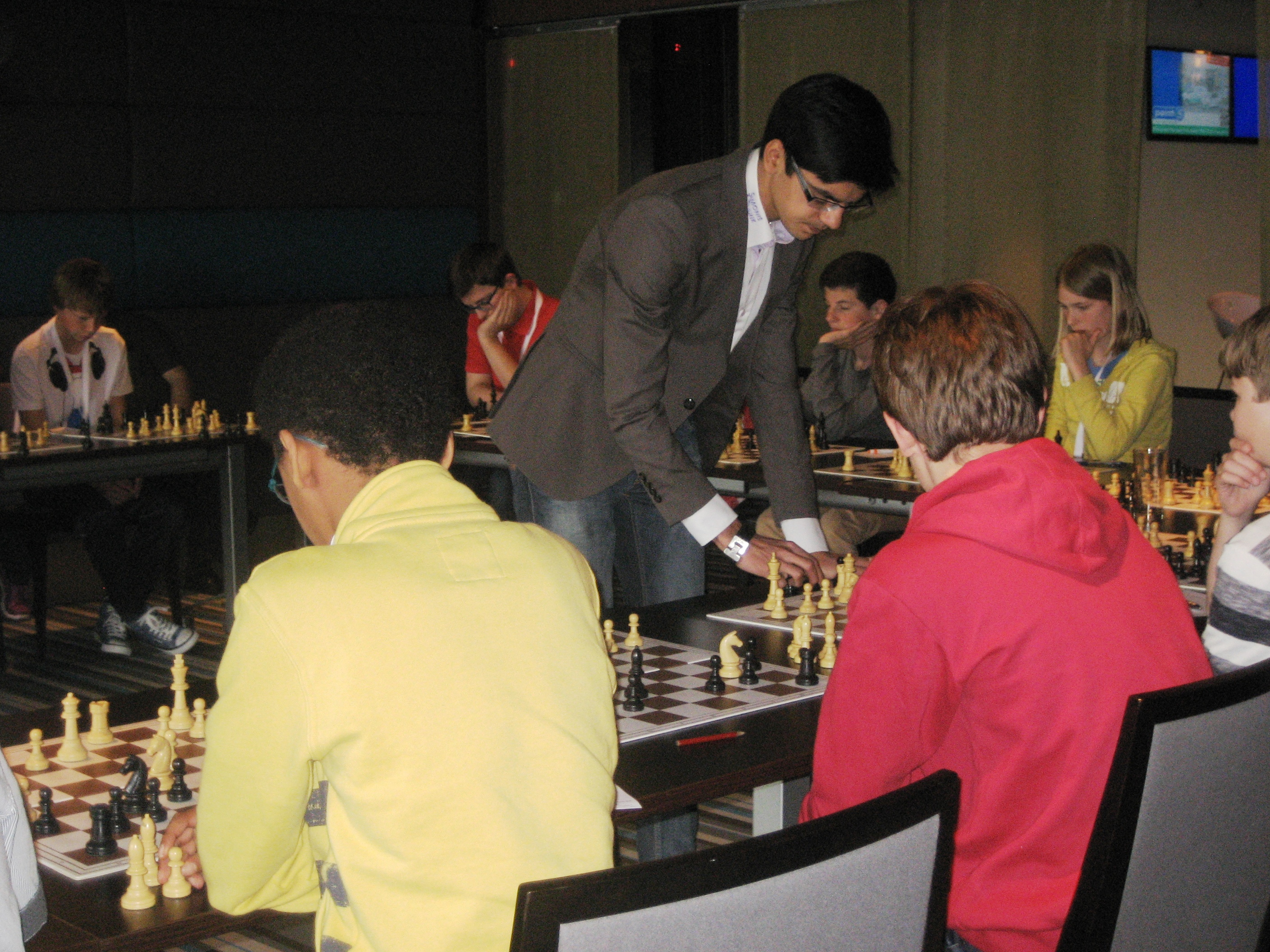
Anisz Giri